# Cogianco Genzano 2003 Calcio a 5
La Cogianco Genzano 2003 Calcio a 5 Associazione Sportiva Dilettantistica, nota semplicemente come Cogianco, è una società italiana di calcio a 5 con sede a Genzano di Roma. Dalla stagione 2017-18 è attiva solamente nel settore giovanile e di scuola calcio.

## Storia
La società è stata fondata l'11 luglio del 2003 con il nome Eagles United Futsal come tributo alla duplice passione del presidente Giannini per la Lazio e soprattutto per il Manchester United, società a cui le maglie della Cogianco si ispiravano. Nella sua prima stagione in serie D la squadra guidata da Fabio Baldetti si classifica terza, alle spalle della coppia composta dalla Polisportiva Genzano e dal Conti Soccer Velletri, prime a pari punti. Anche la stagione seguente chiude il campionato con il terzo piazzamento, mentre in Coppa Lazio raggiunge la finale che però perde.
Dopo un anno di transizione caratterizzato da una deludente classifica, nell'estate del 2006 si profila una profonda rifondazione, a partire dalla denominazione della società che abbina il nome della città al marchio Cogianco, l'azienda di famiglia di Giannini: nasce così la Cogianco Genzano Futsal. L'innesto di giocatori di categorie superiori porta la società a vincere tre campionati consecutivi, riproponendo dopo quattro anni dallo scioglimento dello storico Genzano Calcio a 5 una formazione cittadina nei campionati nazionali.
L'impatto con il campionato di serie B si rivela impegnativo ma dopo un avvio in sordina, la Cogianco allenata da Stefano Esposito si mette in scia delle favorite Latina e Colleferro, superandole in volata e chiudendo in testa al girone E. In questa stagione conquista anche la Coppa Italia di categoria, battendo in finale la Poggibonsese al termine dei tempi supplementari. 
Nel primo anno di serie A2 la società genzanese disputa un ottimo campionato, chiudendo la stagione regolare al secondo posto nel girone B, venendo tuttavia sconfitta nettamente nella finale play-off dal Real Rieti. 
Nella stagione 2011-12 la Cogianco vince il proprio girone nonché la seconda Coppa Italia di categoria in finale contro il Cagliari, venendo promossa in serie A. Nella sua prima stagione in serie A è finalista nella Coppa Italia giocata a Pescara, perdendo per 3 a 1 contro la Luparense. Nel gennaio 2013 il presidente Giannini abbandona la guida della società, inoltre sorgono attriti con l'amministrazione comunale di Genzano riguardo all'uso del PalaCesaroni: l'8 luglio la società annunicia ufficialmente la sua rinuncia al campionato di massima serie, continuando tuttavia l'attività nel settore giovanile.
Nell'estate 2014 la società unisce le forze con la Carlisport Ariccia (vincitrice dei play-off di Serie B e ammessa al campionato di Serie A2) dando vita alla Carlisport Cogianco Calcio a 5. Carlo Giannini è nominato presidente onorario al pari di Luigi Carliseppi, mentre la presidenza viene assunta da Giovanni Stasio. La sede della società si trasferisce ad Ariccia mentre il campo da gioco rimane il PalaCesaroni di Genzano. La rosa a disposizione del tecnico Mauro Micheli (storico allenatore della Carlisport) comprende l'ossatura della squadra ariccina (Borsato, Richartz, Aquilani, Cioli e Vailati), rafforzata dall'acquisto di alcuni giocatori di categoria superiore quali Ippoliti, Paulinho, Lucas, Everton Batata e Texeira. La squadra arriva seconda in Serie A2 2014-15 ma vince i successivi play off eliminando Salinis e Augusta, ottenendo la promozione nella massima serie. Nella stessa stagione, la formazione Under 21 vince campionato e supercoppa di categoria. Al ritorno nel massimo campionato nazionale, la Carlisport Cogianco centra la qualificazione alla Coppa Italia e alla Winter Cup. Di quest'ultima manifestazione ne raggiunge la finale, persa tuttavia per 7-1 contro il Real Rieti.
Nella stagione 2016-17 si registra nella dirigenza l'uscita di scena del gruppo della Carlisport e l'ingresso di Fabio e Luca Cioli. La denominazione ufficiale viene ritoccata di conseguenza in Cioli Cogianco Futsal. Nella stagione successiva, la società rinuncia alla prima squadra, proseguendo l'attività nel settore giovanile e scolastico.
Nell'estate 2018, la dirigenza stringe un accordo di fusione con l'Atletico Genzano, acquistandone tutti i titoli: si forma così il Genzano Calcio a 5. La squadra riparte dalla Serie C1, mentre le Giovanili militano nei Campionati Regionali. Nella prima stagione la squadra guidata da Marco Di Fazio raggiunge il quinto posto, a soli 8 punti dal Cisterna, sfiorando così una storica qualificazione ai playoff regionali, fermandosi inoltre al Primo turno di Coppa Regionale con la sconfitta per 3-6 contro il Nordovest Aurelia.

## Cronistoria
| Cronistoria della Cogianco Genzano 2003 C5 |
| --- |
| - 2003 · Fondazione dell'Eagles United Futsal. - 2003-04 · 3ª in Serie D Lazio. - 2004-05 · 3ª in Serie D Lazio. Finalista di Coppa Italia regionale. - 2005-06 · ? nel girone A di Serie D Lazio. - 2006 · Assume la denominazione Cogianco Genzano Futsal. - 2006-07 · 1ª in Serie D Lazio. Promossa in Serie C2. - 2007-08 · 1ª nel girone C di Serie C2 Lazio. Promossa in Serie C1. - 2008-09 · 1ª in Serie C1 Lazio. Promossa in Serie B. - 2009-10 · 1ª nel girone E di Serie B. Promossa in Serie A2. Vince la Coppa Italia di Serie B (1º titolo). - 2010-11 · 2ª nel girone B di Serie A2. Finalista play-off promozione. Quarti di finale di Coppa Italia di Serie A2. - 2011-12 · 1ª nel girone B di Serie A2. Promossa in Serie A. Vince la Coppa Italia di Serie A2 (1º titolo). - 2012-13 · 4ª in Serie A. Quarti di finale play-off scudetto. Finalista di Coppa Italia - 2013 · Rinuncia alla Serie A e scioglimento della prima squadra. - 2013-14 · Attiva nel settore giovanile e scolastico. - 2014 · Fusione con l'Innova Carlisport e nascita della Carlisport Cogianco C5. - 2014-15 · 2ª nel girone B di Serie A2. Promossa in Serie A. Vince i play-off promozione. Quarti di finale di Coppa Italia di Serie A2. - 2015-16 · 8ª in Serie A. Quarti di finale play-off scudetto. Semifinalista di Coppa Italia. Finalista di Winter Cup. - 2016 · Assume la denominazione Cioli Cogianco Futsal. - 2016-17 · 6ª in Serie A. Quarti di finale play-off scudetto. Semifinalista di Coppa Italia. 1ª fase di Winter Cup. - 2017 · Assume la denominazione Cogianco Genzano 2003 C5. - 2017-18 · Attiva nel settore giovanile e scolastico. - 2018 · Fusione con l'Atletico Genzano e nascita del Genzano Calcio a 5. - 2018-19 · 5ª nel Girone A di Serie C1 Lazio. 1ª fase di Coppa Italia regionale. - 2019-20 · 12ª nel Girone B di Serie C1 Lazio. 1ª fase di Coppa Italia regionale. - 2020-21 · ? nel Girone A di Serie C1 Lazio. ? in Coppa Italia regionale. |

## Statistiche
| Livello | Categoria | Partecipazioni | Debutto   | Ultima stagione |
| ------- | --------- | -------------- | --------- | --------------- |
| 1°      | Serie A   | 3              | 2012-2013 | 2016-2017       |
| 2°      | Serie A2  | 3              | 2010-2011 | 2014-2015       |
| 3°      | Serie B   | 1              | 2009-2010 | 2009-2010       |
| 4°      | Serie C1  | 1              | 2008-2009 | 2008-2009       |
| 5°      | Serie C2  | 3              | 2007-2008 | 2019-2020       |
| 6°      | Serie D   | 4              | 2003-2004 | 2006-2007       |

## Colori e simboli

### Colori
I colori della maglia della Cogianco erano il rosso e il nero; dopo la fusione con l'Innova Carlisport la società ha assunto come colori sociali il bianco e il blu.

### Logo

Logo della Cogianco Genzano
Logo in uso nella stagione 2014-15.
Logo in uso nella stagione 2015-16.

## Palmarès

### Competizioni nazionali
- Campionato di Serie A2: 1

2011-12
- Coppa Italia di Serie A2: 1

2011-12
- Campionato di Serie B : 1

2009-10
- Coppa Italia di Serie B: 1

2009-10

### Competizioni giovanili
- Campionato italiano Under-21: 2

2014-15; 2015-16
- Supercoppa italiana Under-21: 1[7]

2015

## Allenatori
- 2003-2006 · ?
- 2006-2009 ·  Paolo Cotichini
- 2009-2010 ·  Massimiliano Monsignori,  Stefano Esposito
- 2010-2011 ·  Stefano Esposito,  Alessio Musti
- 2011-2013 ·  Alessio Musti
- 2014-2015 ·  Mauro Micheli,  Valerio Bernardi
- 2015-2016 ·  Alessio Musti,  Stefano Esposito,  Juanlu Alonso
- 2016-2017 ·  Juanlu Alonso

## Società

### Organigramma
- Presidente: Carlo Giannini
- Vice presidente: Gianluca Cioli
- Direttore generale: Germano Lommi
- Direttore sportivo: Francesco D'Ario
- Segretario: Fabio Cioli
- Addetto arbitri: Alessandro Lommi
- Grafica e Web: Alessandro Molina
- Addetto Stampa: Alessio Pompili
- Fotografo: Marco Bocale
- Responsabile Scouting: Francesco Guizio
- Responsabile logistica e magazzino: Luca Rotondi e Maurizio Chiari
- Responsabile Marketing: Francesco Nocita
- Responsabile della comunicazione: Riccardo Magni
- Responsabile settore giovanile/scolastico: Leonardo Masella

### Staff tecnico
- Allenatore: Juanlu Alonso
- Vice allenatore: Everton Rosinha
- Preparatore atletico: Marco Rossi
- Allenatore portieri: Mauro Ceteroni
- Allenatore portieri: Armando Motta
- Medico: Dott. Andrea Gattelli
- Massaggiatore: Ugo Melaranci
- Massaggiatore: Enzo Mamperi
- Responsabile Sett. Giov.: Valerio Scaccia
- Direttore accompagnatore Under-21: Raffaele Novelli
- Allenatore Under-21: Simone De Bella
- Allenatore juniores: Simone De Bella